# Riera de Barrina
La Riera de Barrina és un afluent per la dreta de la Rasa, al Solsonès i al Bages.

## Termes municipals que travessa
Des del seu naixement, la Riera de Barrina passa successivament pels següents termes municipals.
|                                                    | Longitud (en m.) | % del recorregut |
| -------------------------------------------------- | ---------------- | ---------------- |
| Per l'interior del municipi de la Molsosa          | 490              | 20,51%           |
| Per l'interior del municipi de Sant Mateu de Bages | 1.894            | 79,28%           |

## Xarxa hidrogràfica
La xarxa hidrogràfica de la Riera de Barrina està constituïda per 18 cursos fluvials que sumen una longitud total de 17.619 m.

### Distribució municipal
El conjunt de la xarxa hidrogràfica de la Riera de Barrina transcorre pels següents termes municipals:

### Principals afluents
⊙ Rasa del Clot de les Carboneres
⊙ Rasa de Mascaró

### Territori PEIN
La part de la conca que es troba dins el terme municipal de Sant Mateu de Bages forma part del PEIN de la Serra de Castelltallat.